# Japanski jezik
Japanski jezik (日本語, nihongo) službeni je jezik u Japanu, a govori se i u dijelovima Kine i Koreje koji su dugo bili pod japanskom vlašću te područjima gdje živi puno japanskih emigranata (SAD, Brazil). Jezik ima 121 050 000 govornika u Japanu (1985.).
Postoji nekoliko teorija o nastanku japanskog jezika, ali znanstvenici se još uvijek razilaze u mišljenjima. Najvjerojatnija teorija povezuje japanski s izumrlim jezicima koji su se u prošlosti upotrebljavali na području korejskog poluotoka i Mandžurije.
Zbog toga što se razvijao u dugogodišnjoj izolaciji, teško je pronaći bilo kakve veze između japanskog i drugih jezika, a na temelju nekih obilježja povezuje ga se s teoretskom altajskom porodicom jezika. Japanski jezik s rjukjuanskim jezicima pripada japanskoj jezičnoj porodici.

## Pismo
Japanci su isprva preuzeli kinesko pismo u 5. stoljeću. Za ideografske kineske znakove, koje su nazvali kanđi (漢字), razvili su vlastiti sustav čitanja i iz njih razvili dva fonemska pisma, hiraganu (ひらがな, hiragana) i katakanu (カタカナ, katakana). 
Svako od tri pisama ima svoje mjesto i način uporabe. Dok se pojedini kanđiji ili skupine kanđija upotrebljavaju za zapisivanje imenica i korijena glagola, hiragana se rabi u kombinaciji s kanđijima za zapis gramatičkih nastavaka (glagolska vremena, komparacije pridjeva, i sl.), gramatičkih riječi (veznici, čestice, itd.) i japanskih riječi za koje kanđiji ne postoje ili ih se u praksi namjerno izbjegava (npr. kod pokaznih zamjenica, ustaljenih pozdrava, nekih često glagola koji se često upotrebljavaju i sl.). Katakanom se pišu strane riječi i onomatopejski izrazi, a ponekad se upotrebljava i za naglašavanje pojedinih riječi (slično kao podebljana ili ukošena slova u latinici). Osim ta tri pisma, povremeno se rabi i latinica (ローマ字, romađi), uglavnom za kratice i ponekad za naglašavanje riječi. 
U japanskom sustavu pisanja moguća su dva smjera pisanja:
- okomit (tradicionalan način) – stupci s desna na lijevo, znakovi u stupcu odozgo prema dolje
- vodoravan – redovi odozgo prema dolje, znakovi u redu s lijeva na desno

## Fonologija i izgovor
Japanski jezik ima pet samoglasnika.
Prilično su bliski hrvatskima s iznimkom nezaobljenog [ɯ] umjesto zaobljenog /u/. Taj se glas izgovara poput [ü͍]. 
Japanski suglasnici koji ne postoje u hrvatskom fonološkom sustavu su [ɕ], bezvučni alveopalatalni frikativ koji se izgovara kao meko /š/, [ɸ], bezvučni dvousneni frikativ koji zvuči kao glas između /f/ i /h/, [ɺ], odnosno [ɾ] najbliži su našem /r/, ali prvi je sličan kombinaciji glasova /r/ i /l/ (/l/ ne postoji kao zaseban fonem u japanskom jeziku), dok je drugi najbliži kombinaciji /r/ i /d/. Oba su klasificirana kao alveolarni dotačnici (tap ili flap na engleskom), a [ɺ] je lateralan, poput glasa /l/. Hrvatski glas /r/, za razliku od toga, u standardnom jeziku spada u drhtajne glasove (trill). Glas /n/ se izgovara kao /m/ ispred dvousnenih suglasnika /b/, /p/ i /m/, a ispred /k/, /g/ i /n/ se izgovara [ŋ] te postaje velarni nazal.
Glasovi /j/ (romanizirano kao <y>) i /w/ izgovaraju se slično engleskim varijantama, kao u riječima you odnosno we. U suvremenom japanskom iza njih ne mogu slijediti samoglasnici /i/ i /e/.
Ostali glasovi bliski su hrvatskom fonološkom sustavu.
Važno je napomenuti kako se, i u govoru i pismu, japanski fonološki sustav temelji na slogovnom izgovoru, pa se glasovi izgovaraju i ponekad modificiraju ovisno o suglasniku koji slijedi samoglasnik. Tako red slogova koji počinju s /t/ ima iznimku kad nakon njega slijedi glas /i/, pa postaje <chi> (pisano romađijem), te je isti slučaj sa /s/ gdje dobivamo <shi>. Druga iznimka je samoglasnik /u/ koji modificira t-red gdje taj slog glasi <tsu>, a izgovara se [cu]. Ta pojava naziva se alofonijom.

#### Hrvatska jezična praksa
U hrvatskoj je jezičnoj praksi fonetizirati japanska imena.

## Gramatika
Osnovna značajka japanske gramatike je "subjekt – objekt – predikat" (SOP) struktura rečenica, za razliku od većine indoeuropskih jezika koji imaju strukturu "subjekt – predikat – objekt" (SPO). Osim toga postoje samo dva osnovna glagolska vremena, prošlost i sadašnjost (koja se ponekad naziva i "ne-prošlost", zbog činjenice da se upotrebljava i za izražavanje budućnosti). Imenice nemaju spola niti broja. Pravila za konjugaciju glagola i pridjeva relativno su jednostavna i skoro uopće nemaju iznimki, a deklinacije imenica ne postoje.
Japanski spada u aglutinativne jezike, što znači da gramatički nastavci slijede jedan iza drugog nakon osnove, gdje svaki od njih izražava pojedinačno značenje. Na primjer, poseban nastavak za željni oblik, negaciju i prošlost "sljepljuju" se na osnovni glagolski oblik, kao u 帰りたくなかった (nisam/nije se želio/la vratiti). 
Nepostojanje roda i broja uzrokuje višeznačnost iskaza ako ga gledamo izvan konteksta. Ipak, padež ili točnije uloga riječi obilježava se gramatičkim česticama. Razlikujemo wa koji označava temu, kao na primjer u わたしはがくせいです (Watashi wa gakusei desu, Ja sam učenik, doslovno U vezi mene, učenik jest), gdje označava da je ja tema rečenice. To znači da u idućoj rečenici možemo reći ペットがあります (Petto ga arimasu, Imam kućnog ljubimca, doslovno Ljubimac postoji) i bit će jasno da može biti riječ samo o govorniku jer se tema nije promijenila. Za razliku od wa, ga okvirno odgovara padežu nominativa te često označava subjekt rečenice, ali ne mora i temu razgovora, osobito ako mu je wa prethodio u tekstu ili govoru.
Još neke učestale gramatičke čestice su: wo (izgovara se /o/, riječ koja joj prethodi najčešće je objekt rečenice, odnosno ova čestica najbliža je funkciji akuzativa), ni (blizak dativu i lokativu), no (izražava posvojnost, blizak genitivu) te he (izgovara se /e/, naznačuje smjer kretanja ili slanja).
Sve ove čestice označavaju riječ koja im prethodi.
Iako se ne mijenjaju kao u fleksijski bogatim jezicima, i imenice u japanskom podložne su promjenama. Tu je riječ o derivacijskoj promjeni, jer dodavanjem različitih afikasa (prefiksa i sufiksa) mijenjamo značenje riječi. Na primjer, お金 (okane, novac) ili お茶 (ocha, čaj), sasvim su prihvatljivi bez početnog o-, ali dodavanje tog prefiksa ima socijalnu funkciju - izražava više poštovanja i prihvatljivije je da ih rabe osobe ženskog roda. S druge strane, sufiksi poput ～たち (tachi) ili ～的 (teki) mogu se dodati određenim imenicama da specifično istaknu množinu,  odnosno učine imenicu opisnim pridjevom (kao skupina pridjeva koja u hrvatskom jeziku završava na -an: moderan, renesansan itd.).
U japanskom postoje dvije vrste pridjeva. Jedna od njih se upotrebljava slično imenicama (-na pridjevi), te im je bliska po gramatičkim pravilima. Oblik im je raznolik, a kad se upotrebljavaju prije imenice završavaju na -na. Druga je sličnija glagolima (-i pridjevi) te podložna svim gramatičkim nastavcima koji mogu uslijediti nakog glagoskih osnova. Svi završavaju na -i u neobilježenom obliku.
Japanski glagoli se po japanskoj klasifikaciji dijele u pet skupina, to većina gramatika pisanih za učenike kojima japanski nije materinski jezik upotrebljava osnovnu podjelu na dvije skupine. To su -u glagoli i -ru glagoli. Razlikuju se po promjenama koje se događaju na glagolskoj osnovi kod tvorbe nekih glagolskih oblika i po nastavcima koji im se dodaju u nekim oblicima.
Iako su osnovna pravila japanskog prilično jasna, problemi u učenju tog jezika nastaju zbog različitih načina ophođenja ovisno o položaju govornika i njegovih sugovornika na socijalnoj ljestvici. Ovisno o tome razgovarate li s nadređenima, nepoznatim osobama, prijateljima ili članovima vlastite obitelji, upotrebljavaju se različite riječi i različiti glagolski oblici. Osnovna podjela razina "pristojnosti" jezika je na obični oblik (砕けた, kudaketa), jednostavni pristojni oblik (丁寧語, teineigo) i napredni pristojni oblik (敬語, keigo).

## Vanjske poveznice
- Ethnologue (14th)
- Ethnologue (15th)
- Japanski jezik - abeceda (PDF)